# Principatet
Principatet er en betegnelse anvendt til at beskrive den første del af det Romerske Kejserrige fra begyndelsen af Augustus' regeringstid i 27 f.Kr. til slutningen af krisen i det tredje århundrede i 284 e.Kr. Fra Diocletians regeringstid (r. 284–305)  og frem det Vestromerske Riges fald (traditionelt dateret til 476) blev betegnelsen Dominatet anvendt til at beskrive det Romerske Kejserrige. Principatet var kendetegnet ved én enkelt kejsers (princeps) styre, og en bestræbelse fra disse kejsere på at bevare – i det mindste – illusionen af den formelle fortsættelse af nogle aspekter af den Romerske Republik.

## Etymologi
Ordet "Principatet" er etymologisk afledt af det latinske ord princeps, der betyder "chef", "ledende" eller "første", og repræsenterer derfor ét politiske regime domineret af en sådan politisk leder – uagtet af om denne leder formelt er statsoverhoved eller regeringschef. Dette afspejler principat-kejsernes påstand om, at de blot var "første blandt lige" romerske borgere. 
Princeps var desuden én af de titler, som de romerske kejsere benyttede. Efter Romerrigets fald blev det hurtigt en eftertragtet titel for diverse europæiske høvdinger, som blev til prinser (kommer fra ordet princeps) eller fyrste (som kommer af det nedertyske ord for princeps, "vurste", som betyder 'den første') .
Under den Romerske Republik havde princeps senatus – traditionelt det ældste eller mest ærede medlem af Senatet – ret til at blive hørt først i enhver debat. Scipio Aemilianus og hans kreds havde fremmet den (kvasi-platonske) idé om, at autoritet bør tilfalde den værdigste borger (princeps), som velvilligt ville guide sine jævnaldrende. Dette ideal for den patriotiske statsmand blev senere taget op af Cicero.